# Żółwia
Żółwia (niem. Papiermühle) – kolonia w Polsce, położona w województwie zachodniopomorskim, w powiecie goleniowskim, w gminie Goleniów.
W latach 1975–1998 Żółwia położona była w województwie szczecińskim. Do końca 2023 roku miejscowość była przysiółkiem wsi Budno. 
Kolonia położona jest na pagórkowatym terenie Równiny Nowogardzkiej, przy drodze nr 113 prowadzącej do Maszewa, nieopodal linii kolejowej nr 402 (Goleniów – Kołobrzeg), około 2 km na wschód od Goleniowa (300 m od granic administracyjnych).
Żółwią zamieszkuje około 20 mieszkańców. Znajduje się tutaj kilka gospodarstw rolnych i domów mieszkalnych. Ma tutaj siedzibę kilka firm.
Okoliczne miejscowości: Goleniów, Marszewo, Budno, Helenów.